# Catherine de Lintot
Catherine Cailleau, dame de Lintot, née en 1728 et morte le 17 octobre 1816, est une femme de lettres française, auteure de romans et de contes de fées.
Le peu que l'on sait d'elle provient de cette notice parue en 1786 dans le Cabinet des fées :

« Lintot (Madame de), Catherine Caillot, a composé l’Histoire de mademoiselle de Salens ; trois contes des Fées, en 1735, in-12 : ces contes sont écrits avec beaucoup de naturel, et méritent d'être accueillis ; celui de la Princesse changée en écrevisse est moral et rempli de descriptions agréables. [...] On croit qu'elle est encore vivante, et qu'elle ne doit être âgée que de cinquante-huit ans ; elle écrivait encore en 1769. Elle a su apprécier de bonne heure les succès de la gloire littéraire, et se contenter des douceurs d'une vie tranquille et privée. »

Sa première publication est un petit volume contenant trois contes des fées, Timandre et Bleuette, Le Prince Sincer et Tendrebrun et Constance. Les contes sont précédés d'une longue préface attribuée à l'abbé Prévost, où Catherine de Lintot est présentée comme une émule de Charles Perrault et de Madame d'Aulnoy. Elle a fait paraître ensuite deux romans à titre anonyme, l’Histoire de Mademoiselle de Salens, en 1740, et l’Histoire de Mlle d'Attily, en 1745.
Joseph de La Porte, qui croit savoir qu'elle vivait à Paris, a consacré un chapitre de son Histoire littéraire des femmes françoises à son premier roman, dont il expose longuement l'intrigue et résume ainsi le thème : « L'indifférence d'une mère pour ses filles, et sa coquetterie naturelle, l'inconstance et la légèreté de ces jeunes personnes, le passion et le malheur d'un honnête homme, la rivalité, la fourberie, les crimes d'un de ses parents, tels sont les traits qui caractérisent les principaux personnages de cette histoire.»
On a longtemps attribué à Catherine de Lintot La Jeune Américaine et les contes marins de Gabrielle-Suzanne de Villeneuve.

## Œuvres
- Trois Nouveaux Contes des fées, avec une préface qui n'est pas moins sérieuse, 1735 Texte en ligne
- Histoire de Mademoiselle de Salens, 2 vol., 1740
- Histoire de Mlle d'Attily, dédiée à Mme la marquise Du Chatellet, 1745